# Confinement inertiel par laser

Fusion nucléaire.

La fusion par confinement inertiel par laser consiste à faire fusionner deux noyaux atomiques légers en un noyau atomique plus lourd (par exemple le deutérium et le tritium en hélium), en utilisant des lasers de très forte puissance.
Le but est d'amorcer une réaction de fusion nucléaire sur un petit échantillon cible, par confinement inertiel. La réaction de fusion peut alors produire une quantité d'énergie supérieure à celle utilisée pour provoquer la réaction.

## Présentation
Cette réaction nécessite des conditions de température et de pression très élevées (plusieurs millions de degrés) fournies par de puissants lasers disposés tout autour de la cible de combustible. L'échantillon va alors se vaporiser sous forme de plasma. Il est aussi nécessaire de confiner la matière dans un très petit volume pour conserver une quantité suffisante à l'obtention de la masse critique. Sous l'effet de la pression exercée par les lasers et de la très forte agitation moléculaire, l'énergie produite par les chocs entre atomes, permet de passer la barrière coulombienne et provoque la fusion des atomes. Cette réaction est très exothermique et constitue le gain d'énergie recherché.

## Prototypes
- Le projet Laser Mégajoule[1] initié par la France, doit permettre un grand pas dans la maîtrise de cette technique de production d'énergie.
- Le projet américain National Ignition Facility.
- Le projet européen HiPER.
- Le projet de la start-up bavaroise Marvel Fusion, fondée en 2019, lance en août 2022 au Centre pour les applications laser avancées (CALA) de l'université Louis-et-Maximilien de Munich l'expérimentation de son procédé, fondé sur les travaux du prix Nobel de physique Gérard Mourou. Elle utilise de nouveaux lasers à impulsions ultracourtes et à haute intensité avec des cibles nano-structurées pour provoquer la fusion de l'hydrogène et du bore en hélium-3. Ce système, construit avec Thales en partenariat avec Siemens Energy et Trumpf, fabricant allemand de lasers industriels, a déjà été expérimenté en 2021 à Osaka, à Prague et dans le Colorado[2]. En mars 2025, Marvel Fusion lève 50 millions d'euros auprès de Siemens Energy, du fonds suédois EQT et du Conseil européen de l'innovation (en). Elle a levé au total 385 millions d'euros depuis sa création en 2019. Ces fonds lui permettront de financer la construction d'un centre technologique de lasers de grande puissance avec l'université d'État du Colorado. Les premiers lasers sont prévus pour fin 2026 et un premier prototype de centrale à fusion autour de 2032[3].
- Les projets d'autres start-ups allemandes : Focused Energy dans la fusion laser et Gauss Fusion et Proxima Fusion dans la fusion magnétique[3]. Focused Energy, fondé en 2021, estime possible d'avoir une « usine prototype » susceptible de produire de l'énergie dès 2036-2037[4].
- La start-up française GenF, créée par Thales, s'appuie sur un partenariat avec le CEA et plusieurs laboratoires du CNRS, dont le Laboratoire pour l'utilisation des lasers intenses (LULI) et le Celia, spécialiste de la modélisation numérique pour le nucléaire, ainsi que Framatome pour le design du réacteur et Assystem pour la sûreté de fonctionnement. Elle prévoit de premiers tirs expérimentaux avec le laser du LULI en 2025 et 2026, puis à partir de 2027 au sein du Laser Mégajoule, avec pour objectif une usine prototype vers 2050[4].

## Dans la culture populaire
La fusion par confinement inertiel (FCI) par laser est le procédé qu'emploie le docteur Octopus dans le film Spider-Man 2, en voulant « recréer un soleil dans la paume de sa main ». Le docteur laisse entendre que le tritium est en quantité limitée sur Terre[réf. nécessaire] ; cependant, une réaction avec le lithium (bien plus abondant) permet d'en obtenir.
Dans le film d'Oliver Stone Wall Street : L'argent ne dort jamais, sorti en 2010, le projet d'énergie alternative défendu par le personnage joué par Shia LaBeouf est un projet de fusion nucléaire par laser. Dans le film, cette énergie est présentée comme pionnière et pouvant, selon le personnage, « changer le monde ».